# مونولیت (ادیسه فضایی)
مونولیت‌ها (تک‌پارچه‌ها، تک‌سنگ‌ها) (به انگلیسی: Monolith) در مجموعهٔ ادیسهٔ فضایی آرتور سی. کلارک، دستگاه‌هایی هستند که توسط گونه‌های فرازمینی نامرئی ساخته شده‌اند.
در مجموعهٔ رمان‌ها (و فیلم‌هایی که براساس آن‌ها ساخته شده‌است)، سه تک‌سنگ توسط انسان‌ها در منظومهٔ خورشیدی کشف می‌شود. پاسخ شخصیت‌های داستان نسبت به آن‌ها، موضوع اصلی داستان را تشکیل می‌دهد. همچنین مونولیت‌ها با ترغیب بشریت در جهت پیشرفت فناوری و سفر فضایی، تاریخچهٔ خیالی این مجموعه را شکل می‌دهند.
نخستین تک‌سنگ در ابتدای داستان و در دورهٔ پیشاتاریخ ظاهر می‌شود. این مونولیت توسط گروهی از انسانیان کشف می‌شود و با تأثیر قابل‌توجهی که در فرآیند فرگشت می‌گذارد، موجب کسب توانایی استفاده از ابزار و اسلحه در انسانیان می‌گردد. در ادامه مشخص می‌شود که هزاران مونولیت دیگر در مناطق مختلف منظومهٔ خورشیدی وجود دارد.

## طرح
طراحی اولیهٔ مونولیت در فیلم ۲۰۰۱، به شکل یک هرم چهاروجهی بود. این طراحی براساس داستان کوتاه «نگهبان»، که ایدهٔ اولیهٔ فیلم بر پایهٔ آن بود، صورت گرفت. ساختار اولیهٔ آن به‌صورت یک هرم پلکسی‌گلس ۱۲ فوتی (۳٫۷ متری) بود که در نهایت به‌علت محدودیت در ساخت، به‌صورت یک لوح مسطح ساخته شد. کوبریک ساختار کلی طرح را تأیید کرد اما از جنس شیشه‌ای سازه راضی نبود، درنهایت کارگردان هنری فیلم، آنتونی مسترز، پیشنهاد کرد که مونولیت را سیاه‌رنگ بسازند.